# Garrulax strepitans
Charlatão-de-babete ou zaragateiro-de-pescoço-branco (Garrulax strepitans) é uma espécie de ave da família Timaliidae.
Pode ser encontrada nos seguintes países: Camboja, China, Laos, Myanmar e Tailândia.
Os seus habitats naturais são: florestas subtropicais ou tropicais húmidas de baixa altitude e regiões subtropicais ou tropicais húmidas de alta altitude.